# Fachr ad-Dīn ar-Rāzī
Abū ʿAbd Allāh Muhammad ibn ʿUmar Fachr ad-Dīn ar-Rāzī al-Tabaristani (arabisch أبو عبد الله محمد بن عمر بن الحسین فخر الدین الطبرستانی الرازی, DMG Abū ʿAbd Allāh Muḥammad b. ʿUmar b. al-Ḥusain Faḫr ad-Dīn aṭ-Ṭabaristānī ar-Rāzī; * 1149 in Rey, Iran; † 1209 in Herat, heute Afghanistan) war ein bedeutender persischer sunnitischer Theologe und Philosoph, der auch über Medizin, Physik, Astronomie, Literatur, Geschichte und Gesetz schrieb.

## Biographie
Ar-Razi wurde in Rey beim heutigen Teheran geboren und studierte die islamische Theologie (Ilm al-Kalam), Rechtswissenschaft (Fiqh) und andere Wissenschaften bei seinem Vater Diya ad-Din, auch bekannt als Chatib ar-Rayy, dann bei Madschd ad-Din al-Dschili und Kamal Samnani. Er entstammte der Rechtsschule der Schāfiʿiten und der ascharitischen Theologie. Einige Biographen meinen, er stamme vom Kalifen Abu Bakr ab.
Er reiste nach Choresmien, Chorasan und Transoxanien und soll in jeder Stadt viele Schüler um sich gehabt haben. So jedenfalls erzählt es sein Reisebericht Munazarat Fachr ad-Din ar-Razi fi bilad ma wara an-nahr. Mit anderen theologischen Gruppierungen wie den Mutaziliten, Hanbaliten (die der rationalen islamischen Theologie, dem Kalam, kritisch gegenüberstanden), Batiniten und den Qarmaten stand er im Streit. Im Alter ließ er sich in Herat nieder, wo eine Moschee für ihn gebaut wurde und er 1209 starb.

## Werk
Wichtig ist sein Tafsir al-kabir (ar-Razi) (großer Kommentar) zum Koran, auch Mafatih al-ghayb („Die Schlüssel zum Verborgenen“) genannt. Seine philosophisch bedeutsamsten Werke sind der Scharh al-ischarat, ein Kommentar zu Avicennas Kitab al-ischarat wa-t-tanbihat („Buch der Hinweise und Mahnungen“), das später von Nasir ad-Din at-Tusi kritisiert wurde, die Mabahith al-maschriqiya und al-Mahsul.
In seinem Testament erklärt ar-Razi, dass rationale Theologie und Philosophie seines Erachtens dem Koran keinen Nutzen bringen, sondern nur zu fruchtlosen Einwendungen und Zweifeln führen.